# 戊午士禍
戊午士禍（ぼごしか、ムオサファ、朝鮮語: 무오사화）とは、李氏朝鮮王朝中期（15世紀末 - 16世紀半ば）に、前後4回にわたって起こった「士林派」に対する政治的迫害事件（のちに「四大士禍」と呼ばれる）のうち、燕山君（在位：1494年～1506年）の時代に最初に起こった士禍で、燕山君の即位した干支をとって「戊午士禍（ぼごしか）」、また史草が発端となったので「戊午史禍（ぼごしか）」ともいう。

## 事件の経緯
事件の発端は、『朝鮮王朝実録 成宗実録』の編纂過程で起こった。1494年12月に成宗が死去し、燕山君が即位すると、領議政・盧思慎らの建議で、4ヶ月後の1495年4月から「春秋館」のなかに実録庁が設置され、成宗実録の編纂が始まった。実録が完成するのは4年後の1499年のことだが、編纂が大詰めを迎えた1498年、成宗時代に史官を務めたことのある士林派の金馹孫が提出した史草のなかに、彼の師・金宗直（1431年 - 1492年）が世祖の政権簒奪を批判した「弔義帝文」（조의제문）と自分に対する上疏文を発見した堂上官の李克墩は、その事実を勲旧派の実力者・柳子光に相談した。李克墩と柳子光は、生前の金宗直からその政治姿勢を厳しく批判され、個人的な恨みを持っており、金宗直と弟子たちを中心とする士林派の排除を狙って燕山君に上疏した。
この上疏に対し、燕山君自身も即位以来、事あるごとに諫言する士林派を快く思っていなかったので、士林派への政治的迫害を容認した。勲旧派は金馹孫を捕えて厳しく尋問し、「弔義帝文」を史草に載せることが金宗直の指示によるものだとの陳述を引き出した。
金宗直は「剖棺斬屍」（ko:부관참시、死体を棺から引き出して斬刑に処すこと）となり、当事者であった金馹孫やその仲間の権五福ら幾人かは「凌遅処斬」（処刑後に、さらに頭や胴体、手足を切断する刑罰）に処せられたうえ、新進士林派の多くが配流・免職となり、事件の発端をつくった李克墩自身も、問題の史草を知りながら報告を怠ったとして、左遷された。